# Unité civique de solidarité
L'Unité civique de solidarité (UCS) (en espagnol: Unidad Cívica Solidaridad) est un parti politique bolivien de droite. Le parti est fondé le 15 août 1989 par Max Fernández Rojas et est actuellement dirigé par son fils, Johnny Fernández Saucedo,. Il est officiellement reconnu par les autorités électorales boliviennes, le 28 septembre 1989. 
Le parti ne remporte jamais la première ou deuxième position en termes de votes lors des scrutins auxquels il a participé. Aux premières élections où il a participé, en 1993, il remporte 13,7 % des voix et aux élections de 1997, il en remporte 16,1 %,.  
L'Unité civique de solidarité faisait partie de la «méga-coalition» qui a soutenu la présidence de Hugo Banzer Suárez de 1997 à 2001. La coalition comprenait également l'Action démocratique nationaliste (ADN) de Banzer, le Mouvement de gauche révolutionnaire (MIR) et la Conscience de la patrie (CONDEPA).
Aux élections générales de 2002, le parti remporte 5,3 % du vote populaire qui se traduisent par cinq sièges sur 130 à la Chambre des députés, mais aucun siège au Sénat. Après 2002, le parti se rallie généralement à d'autres mouvements politiques pour l'élection de candidats.